# Евстаций (консул 421 г.)
Флавий Евстаций (на латински: Flavius Eustathius) е политик на Източната Римска империя през началото на 5 век.
Първо е quaestor sacri palatii на Изток през 415 – 416 г., след това преториански префект на Изток през 420 – 422 г. През 421 г. той е консул заедно с Агрикола.